# Oswald Heer

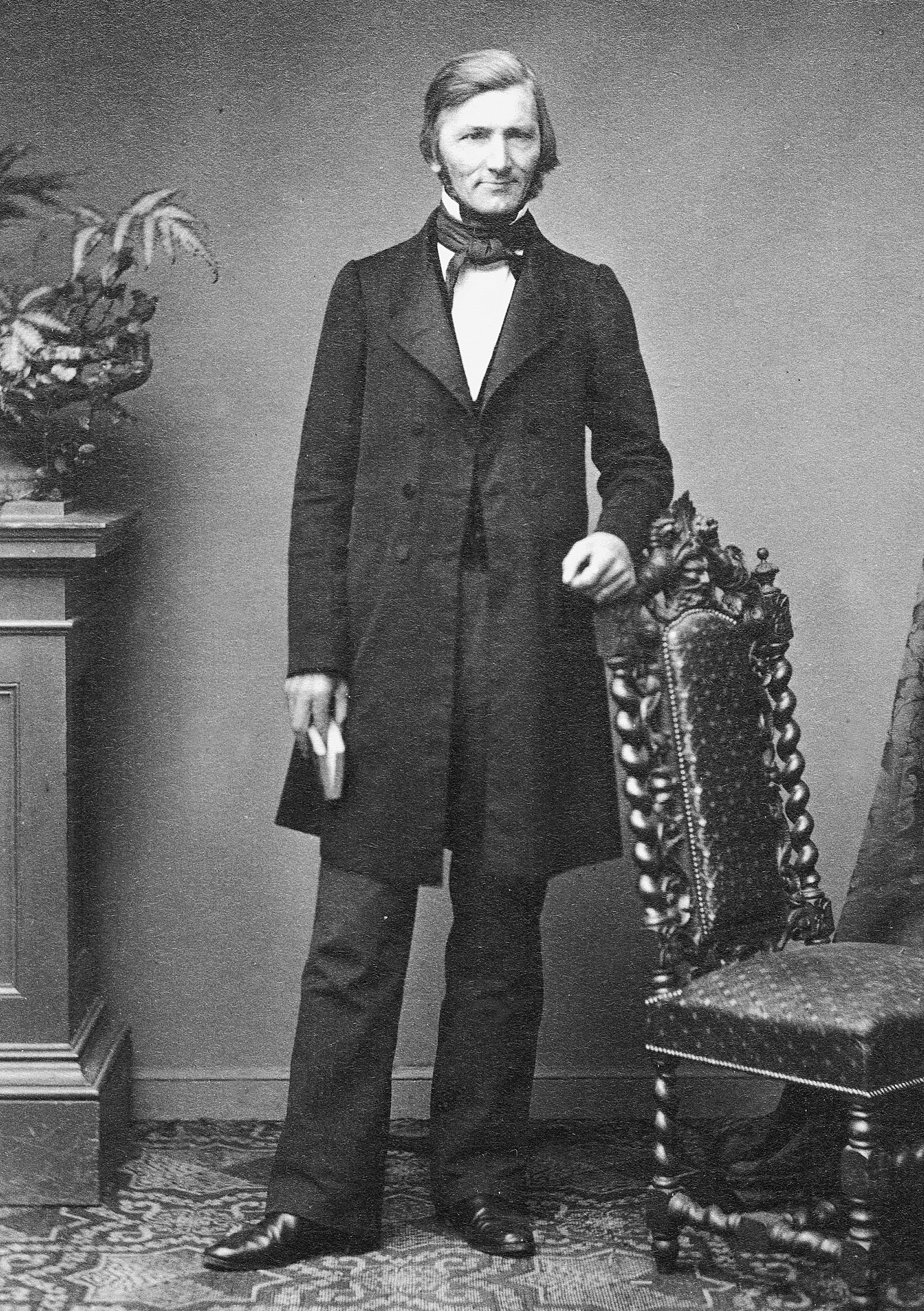
Oswald Heer

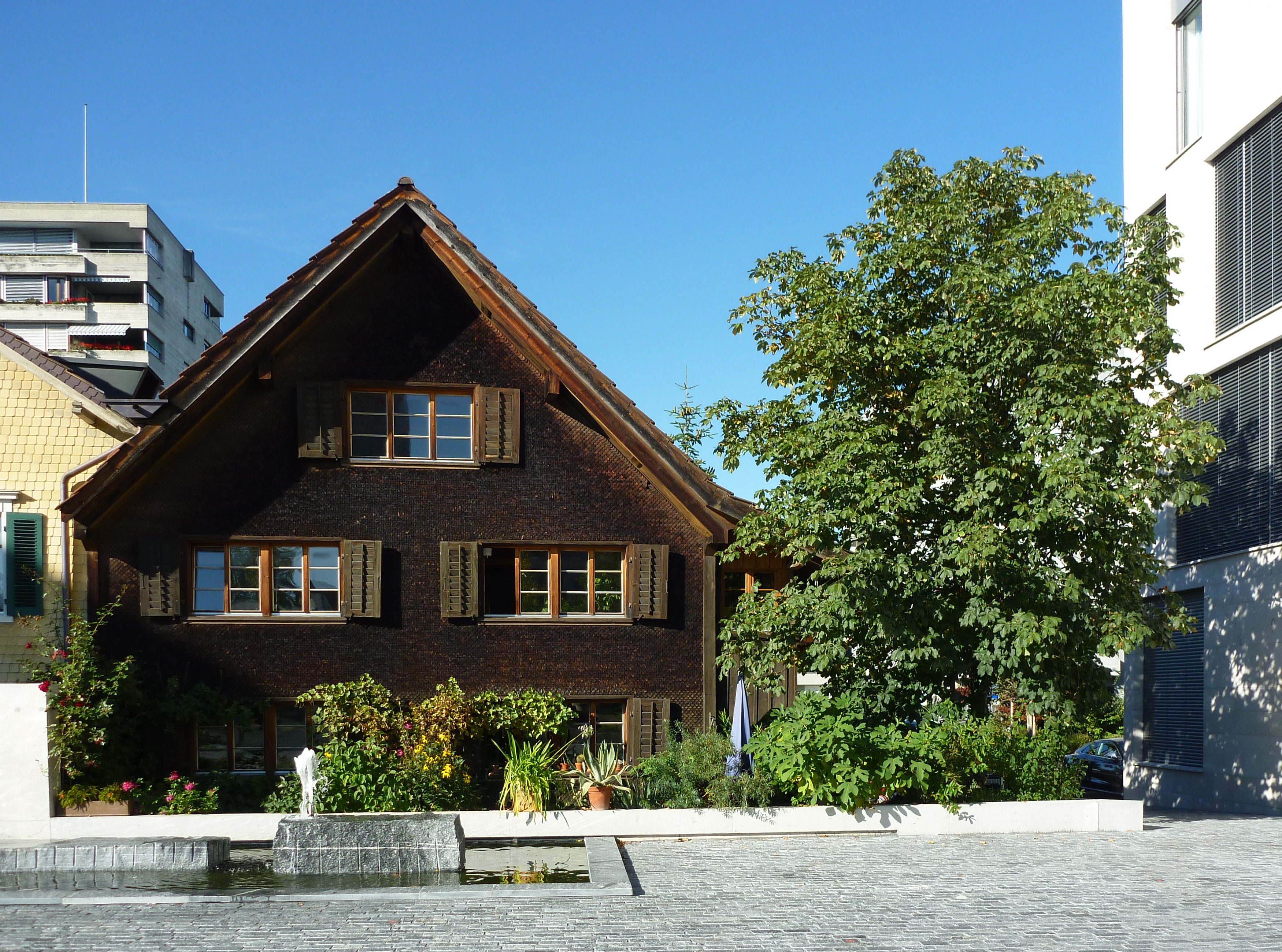
Geburtshaus von Oswald Heer in Niederuzwil

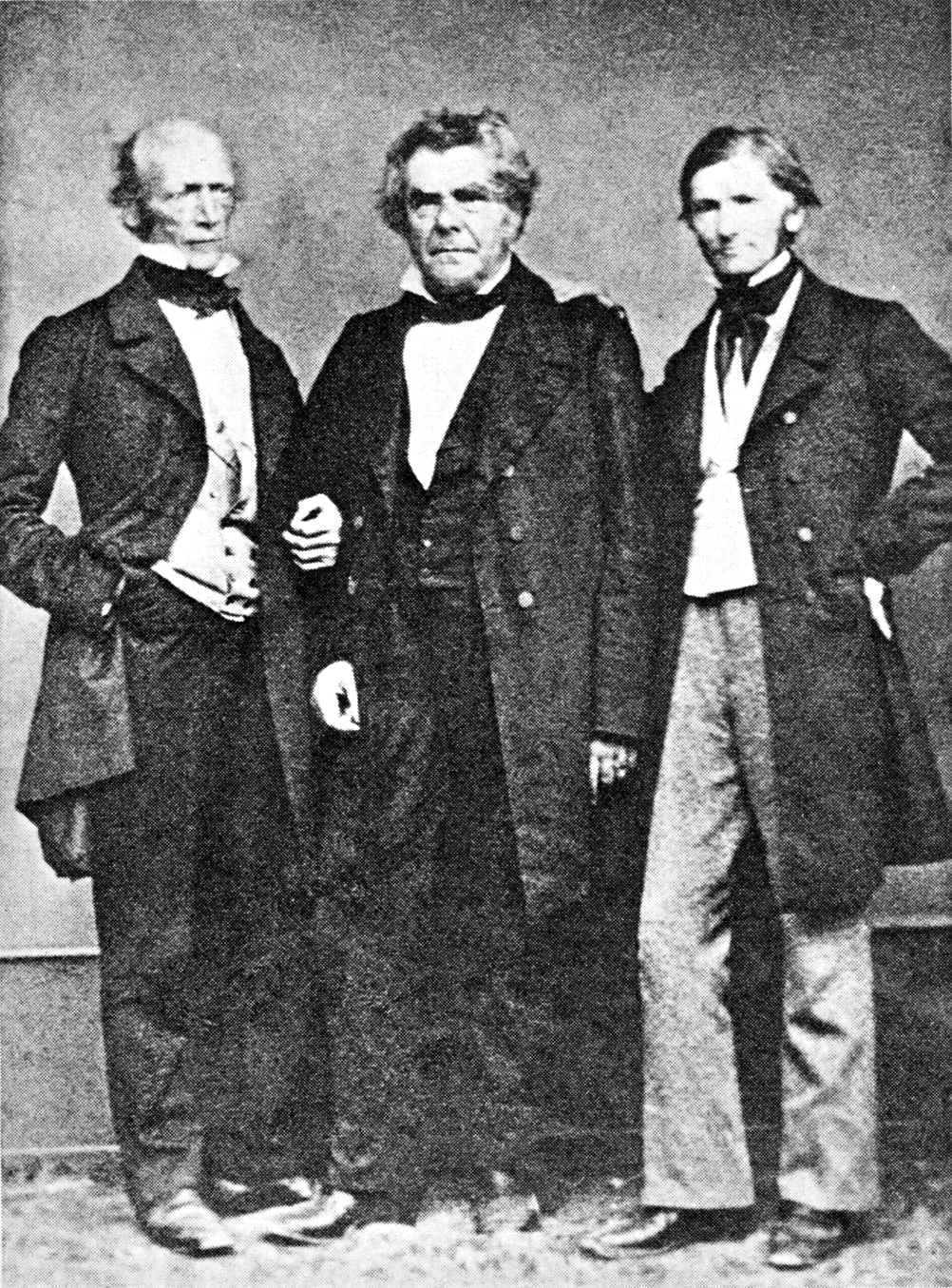
Oswald Heer mit seinen Kollegen Arnold Escher von der Linth (links), Prof. für Geologie in Zürich und Peter Merian (Mitte), Prof. für Physik, Chemie, Geologie und Paläontologie in Basel

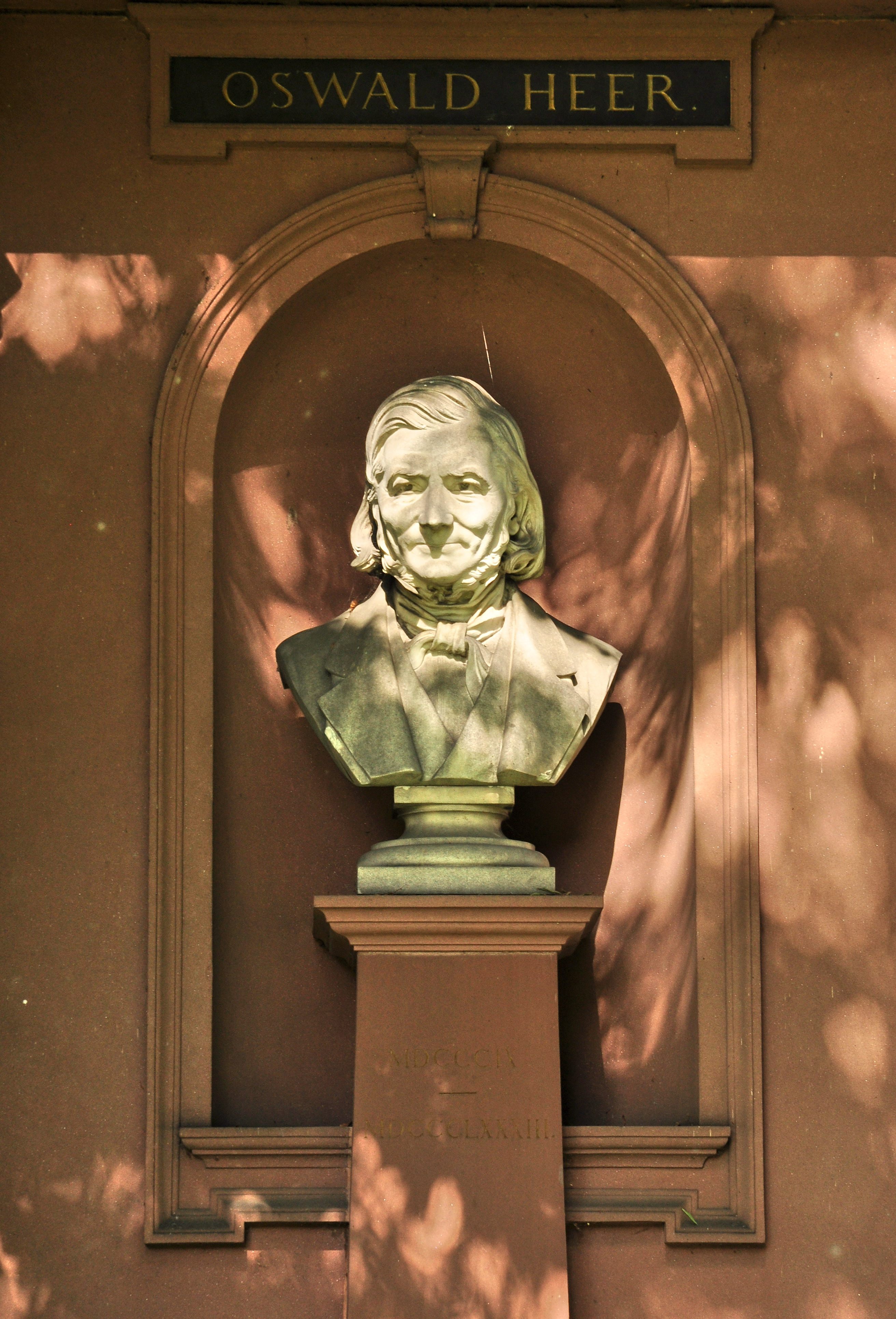
Büste im Alten botanischen Garten in Zürich

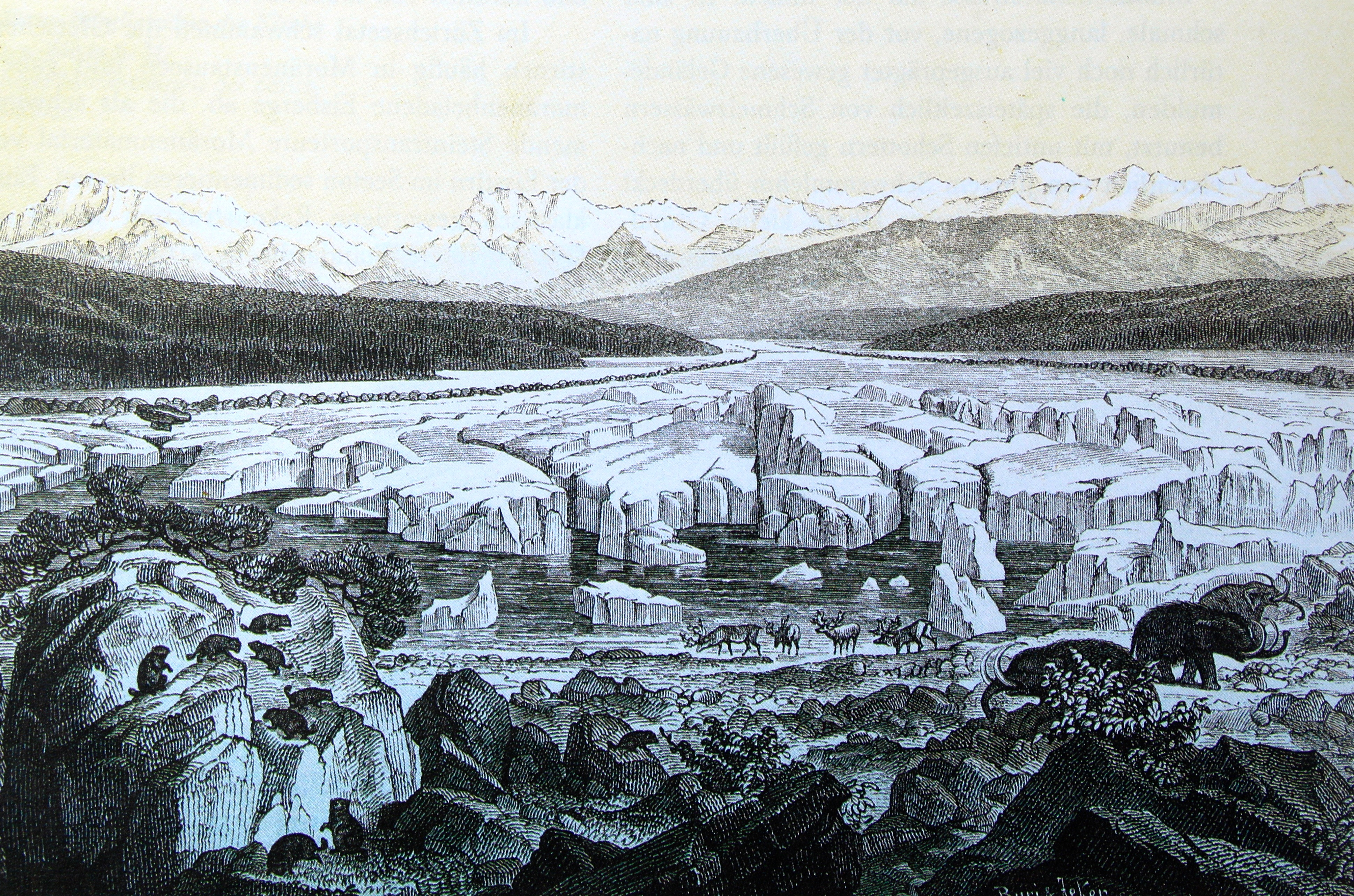
Heers Darstellung des Linthgletschers im Tal des Zürichsees

Oswald Heer (* 31. August 1809 in Henau, Niederuzwil; † 27. September 1883 in Lausanne, heimatberechtigt in Glarus) war ein Schweizer Paläontologe, Botaniker, Paläobotaniker und Entomologe. Sein offizielles botanisches Autorenkürzel lautet „Heer“.

## Leben und Wirken
Heer, in einem bis heute existierenden Holzhaus im st. gallischen Untertoggenburg geboren, wuchs als Sohn des Pfarrers und Lehrers Jakob Heer und der Susanna Sulser ab seinem zweiten Lebensjahr in Glarus auf und zog zusammen mit seinen Eltern 1817 nach Matt im Sernftal. Dort konnte er seinem Interesse an der Natur nachgehen, sammelte Pflanzen und Insekten, durchkletterte die Bergwelt des Glarnerlandes und führte schon in jungen Jahren Tagebuch über die Witterungsverhältnisse des Sernftales.
Im Herbst 1828 schrieb er sich an der Universität Halle ein, um getreu der Familientradition Theologie zu studieren. Neben den theologischen Studien besuchte er naturwissenschaftliche Vorlesungen etwa beim bekannten Entomologen Ernst Friedrich Germar, bei Christian Ludwig Nitzsch (Zoologie) sowie bei Kurt Sprengel (Botanik). In Halle hatte Heer Kontakte mit ebenfalls naturwissenschaftlich interessierten Kommilitonen wie dem späteren Erforscher der Insel Java, Franz Junghuhn sowie mit dem ungarischen Mykologen Karl Kalchbrenner.
Im Frühjahr 1831 kehrte Heer wieder in die Schweiz zurück, legte in St. Gallen die theologische Prüfung ab und kehrte als „verbi divini magister“ – als ein für jede reformierte Kirchgemeinde wählbarer Pfarrer im Dienste des göttlichen Wortes – nach Matt zurück.
In den folgenden Jahren durchforschte Heer die gesamten Schweizer sowie die angrenzenden Tiroler Alpen, um vor allem die Pflanzen- und Insektenwelt zu studieren. Als Bergsteiger hat er dabei nicht nur die Hochgipfel des Glarnerlandes bis hinauf zum Glärnisch und Hochstock vielfach erklommen, sondern ist für seine Erstbesteigungen in die Alpengeschichte eingegangen. Der Piz Linard, mit 3.413 m die höchste Erhebung der Silvretta wurde von ihm am 1. August 1835 erstmals bezwungen, den Piz Palü im Bernina (3.912 m) bestieg er am 12. August 1835 zusammen mit Gian Marchet Colani.
Nachdem er 1832 als Konservator den Auftrag erhalten hatte, die reiche Insektensammlung des Zürcher Kaufherrn Heinrich Escher-Zollikofer zu ordnen, bekam er Kontakt mit den dortigen Naturforschern und entschloss sich, eine naturwissenschaftliche Laufbahn einzuschlagen. 1834 habilitierte er sich an der ein Jahr zuvor gegründeten Universität Zürich, wurde Privatdozent für Botanik und Leiter des Botanischen Gartens Zürich. 1835 wurde er zum außerordentlichen Professor für Botanik und Entomologie ernannt, 1852 rückte er zum Ordinarius auf. Ab 1855 war er Ordinarius für taxonomische Botanik am Polytechnikum Zürich (der Vorgängerin der ETH). 1882 zog er sich von seinen Hochschul-Lehrtätigkeiten zurück.
In seinen Vorlesungen behandelte er spezielle Botanik, pharmazeutische und ökonomische Botanik, später auch die Pflanzen der Vorwelt (Paläobotanik). Hinzu kamen Kollegien über Entomologie, spezielle Naturgeschichte der Käfer sowie über Insekten der Vorwelt.
Außerordentlich beliebt waren seine mehrtägigen botanischen Exkursionen in die Alpen, die Heer von 1855 bis 1870 meist gemeinsam mit dem Geologen Arnold Escher von der Linth unternahm. Dazu verteilte er seinen Studenten ein separat gedrucktes Büchlein mit selbst gedichteten, humorvollen Texten zu damals bekannten Liedmelodien. Darin wird der 'homo botanicus' mit der Biene verglichen; denn beide streben zu den farbigen Blumen hin, nur wird der Botaniker durch dieses Wandern sehr durstig und sehnt sich – besonders bei verregneten Exkursionen – nach einem Getränk aus Hopfen oder dem feinen, aus der Weinrebe gepressten Saft.
Heer gilt als einer der Begründer der Paläontologie der tertiären Flora und Fauna sowie der Pflanzengeographie der Alpen. Er pflegte Kontakt mit verschiedenen berühmten Wissenschaftlern, so auch mit Charles Darwin, der ihm persönlich sein bahnbrechendes Buch „The Origin of Species“ mit handschriftlicher Widmung zuschickte. Dieses Exemplar ist erhalten und enthält zahlreiche kritische Randbemerkungen. Heer verwarf Darwins Deszendenztheorie. Der studierte Theologe glaubte an eine Umprägung der Arten durch die Hand eines Schöpfers.
Oswald Heer hat viele Gattungen und Arten von Pflanzen und Insekten erstmals beschrieben. So ist er u. a. Erstbeschreiber des triassischen Farns Symopteris helvetica (HEER, 1877) und der triassischen Insektengattung Chauliodites HEER 1864 mit der zu Ehren von François Jules Pictet benannten Typusart Chauliodites picteti HEER, 1864 sowie der weiteren zu Ehren von Carl Friedrich Jacob Zincken benannten Art Chauliodites zinkeni HEER, 1864.  Legnophora girardi HEER 1864 aus dem Buntsandstein von Trebitz bei Wettin benannte Oswald Heer als Insekt zu Ehren von Heinrich Girard, der ihm dieses Exemplar übereignet hatte. Anton Handlirsch bestimmte dieses Fossil bei einer Nachuntersuchung als Flügelfrucht einer Konifere.
Heer hatte zahlreiche Schüler, unter anderem die Botaniker Carl Wilhelm von Nägeli, Johannes Theodor Schmalhausen und Carl Schroeter.
Von 1850 bis 1868 war er Mitglied des Zürcher Kantonsrats. Neben seinem Amt als Professor für beide Hochschulen leitete er als Direktor den Botanischen Garten in Zürich. 1862 wurde er in die American Philosophical Society aufgenommen. Ab 1876 war er korrespondierendes Mitglied der Russischen Akademie der Wissenschaften in Sankt Petersburg. 1877 wurde er von der Royal Society mit der Royal Medal ausgezeichnet und in die American Academy of Arts and Sciences gewählt. Am 1. Januar 1879 (Matrikel-Nr. 2206) wurde er zum Mitglied der Leopoldina gewählt. In die Académie des sciences wurde er als korrespondierendes Mitglied am 24. Januar 1881 aufgenommen. Die Académie royale des Sciences, des Lettres et des Beaux-Arts de Belgique nahm ihn am 15. Dezember 1869 als assoziiertes Mitglied auf.

## Ehrungen
Heer-Land auf Spitzbergen wurde nach ihm benannt. Auch die Pflanzengattung Heeria Meisn. aus der Familie der Sumachgewächse (Anacardiaceae).
Seit 2015 wird unter Federführung der Schweizerischen Paläontologischen Gesellschaft zweijährlich der Oswald Heer-Preis zur  Auszeichnung von wissenschaftlich hervorragenden Arbeiten von Wissenschaftlerinnen und Wissenschaftlern vergeben, welche zum Zeitpunkt der Bewerbung maximal 35 Jahre alt sein dürfen.

## Schriften
Die erste größere botanische Arbeit von Heer war seine Dissertation, die er im Alter von etwa 25 Jahren schrieb und die der Vegetation des südöstlichen Kantons Glarus galt. Diese Arbeit war die erste pflanzengeographische Monographie aus dem Bereich der Schweizer Alpen.
In „Die Insektenfauna der Tertärgebilde von Oeningen und Radoboy“ beschrieb er 464 fossile Insekten, zuvor waren gerade 100 bekannt gewesen. Mit der dreibändigen „Flora tertiaria Helvetiae“, in der er 720 bisher unbekannte fossile Pflanzen auf schweizerischem Gebiet aufführte, begründete er seinen Ruf als Paläobotaniker weit über die Schweiz hinaus. Sein Hauptwerk ist die siebenbändige „Flora fossilis arctica - Die fossile Flora der Polarländer“. Im Buch „Die Urwelt der Schweiz“, 1865 erstmals aufgelegt, legte Heer die geologische Vergangenheit des Landes allgemein verständlich dar. Dieses Werk war in der Schweiz weit verbreitet; heute würde man es als wissenschaftliche Populärliteratur bezeichnen.
- Herausgeber (mit Julius Fröbel): Mittheilungen aus dem Gebiete der theoretischen Erdkunde. 277 Seiten, Orell Füssli und Compagnie, Zürich 1834 (Google Books)
- Herausgeber (mit Julius Fröbel): Mittheilungen aus dem Gebiete der theoretischen Erdkunde. Erster Band, 598 Seiten, Orell Füssli und Compagnie, Zürich 1836 (Archive)
- Die Vegetationsverhältnisse des südöstlichen Theils des Cantons Glarus; ein Versuch, die pflanzengeographischen Erscheinungen der Alpen aus climatologischen und Bodenverhältnissen abzuleiten. In: Mittheilungen aus dem Gebiete der theoretischen Erdkunde, Erster Band, Orell Füssli und Compagnie, Zürich 1836, S. 279–468 (Archive)
- mit Johannes Jacob Hegetschweiler: Flora der Schweiz. Fr. Schulthess, Zürich 1840 (e-rara)
- mit Johann Jakob Blumer: Der Kanton Glarus, historisch-geographisch-statistisch geschildert von den ältesten Zeiten bis auf die Gegenwart. Historisch-geographisch-statistisches Gemälde der Schweiz, VII, Huber und Comp., St. Gallen und Bern 1846 (Archive)
- Die Insektenfauna der Tertiärgebilde von Oeningen und von Radoboj in Croatien (3 Bände, 1847, 1849 und 1853):
  - Die Insektenfauna der Tertiärgebilde von Oeningen und von Radoboj in Croatien. Erster Theil: Käfer. Wilhelm Engelmann, Leipzig 1847 (Archive)
  - Die Insektenfauna der Tertiärgebilde von Oeningen und von Radoboj in Croatien, Zweiter Theil: Heuschrecken, Florfliegen, Aderflügler, Schmetterlinge und Fliegen. Wilhelm Engelmann, Leipzig 1849 (Archive)
  - Die Insektenfauna der Tertiärgebilde von Oeningen und von Radoboj in Croatien. Dritter Theil: Rhynchoten. Wilhelm Engelmann, Leipzig 1853 (Archive)
- Flora tertiaria Helvetiae. Die tertiäre Flora der Schweiz. (3 Bände, 1855, 1856 und 1859):
  - Flora tertiaria Helvetiae. Die tertiäre Flora der Schweiz. Erster Band. Cryptogamen, Gymnospermen und Monocotyledonen. J. Wurster und Comp., Winterthur 1855 (e-rara)
  - Flora tertiaria Helvetiae. Die tertiäre Flora der Schweiz. Zweiter Band. Die apetalen Dicotyledonen. J. Wurster und Comp., Winterthur 1856 (e-rara)
  - Flora tertiaria Helvetiae. Die tertiäre Flora der Schweiz. Dritter Band. Die gamopetalen und polypetalen Dicotyledonen. J. Wurster und Comp., Winterthur 1859 (e-rara)
- Ueber die fossilen Calosomen. In: Programm der eidgen. polytechnischen Schule für das Schuljahr 1860/61 beziehungsweise das erste Halbjahr (vom 15. Oct. 1860 bis 24. März 1861). Orell, Fuessli und Comp., Zürich 1860, S. I–X, 1 Tafel (Archive)
- Beiträge zur Insektenfauna Oeningens. Coleoptera. Erben Loosjes, Harlem 1862 (Google Books)
- mit William Pengelly: On the Lignite Formation of Bovey Tracey, Devonshire. Taylor and Francis, London 1863 (Archive)
- Ueber die fossilen Kakerlaken. In: Vierteljahresschrift der Naturforschenden Gesellschaft in Zürich, 9, Heft 4, Zürich 1864, S. 274–302 (Archive) PDF mit Tafel: (PDF)
- Die Pflanzen der Pfahlbauten. Zürcher & Furrer, Zürich 1865 (Archive)
- Die Urwelt der Schweiz. 2 Auflagen (Friedrich Schulthess, Zürich 1865 und 1883)
  - Die Urwelt der Schweiz. Friedrich Schulthess, Zürich 1865 (Google Books)
  - Die Urwelt der Schweiz. Zweite Subscriptions-Ausgabe, Friedrich Schulthess, Zürich 1883 (Archive)
- Flora fossilis arctica. Die fossile Flora der Polarländer (7 Bände, 6. Band 2 Abt., 1868 bis 1883):
  - Flora fossilis arctica. Die fossile Flora der Polarländer enthaltend die in Nordgrönland, auf der Melville-Insel, im Banksland, am Mackenzie, in Island und in Spitzbergen entdeckten fossilen Pflanzen. Mit einem Anhang über versteinerte Hölzer der arctischen Zone von Dr. Carl Cramer. Friedrich Schulthess, Zürich 1868 (Archive)
  - Flora fossilis arctica. Die fossile Flora der Polarländer. Zweiter Band, enthaltend: 1. Fossile Flora der Bären-Insel; 2. Flora fossilis Alaskana; 3. Die miocene Flora und Fauna Spitzbergens; 4. Contributions to the Fossil Flora of North-Greenland. Wurster & Comp., Winterthur 1871 (Archive)
  - Flora fossilis arctica. Die fossile Flora der Polarländer. Dritter Band, enthaltend: 1. Beiträge zur Steinkohlenflora der arctischen Zone; 2. Die Kreideflora der arctischen Zone; 3. Nachträge zur miocenen Flora Grönlands; 4. Uebersicht der miocenen Flora der arctischen Zone. J. Wurster & Comp., Zürich 1875 (Archive)
  - Flora fossilis arctica. Die fossile Flora der Polarländer. Vierter Band, enthaltend: 1. Beiträge zur fossilen Flora Spitzbergens; mit einem Anhang: Uebersicht der Geologie des Eisfiordes und des Bellsundes von Prof. A. E. Nordenskiöld; 2. Beiträge zur Jura-Flora Ostsibiriens und des Amurlandes; 3. Ueber die Pflanzenversteinerungen von Andö in Norwegen. J. Wurster & Comp., Zürich 1877 (Archive)
  - Flora fossilis arctica. Die fossile Flora der Polarländer. Fünfter Band, enthaltend: 1. Die miocene Flora des Grinnell-Landes; 2. Beiträge zur fossilen Flora Sibiriens und des Amurlandes; 3. Primitiæ Floræ fossilis Sachalinensis; 4. Fossile Pflanzen von Novaja Semlja. J. Wurster & Comp., Zürich 1878 (Archive)
  - Flora fossilis arctica. Die fossile Flora der Polarländer. Sechster Band. I. Abtheilung, enthaltend: 1. Nachträge zur Jura-Flora Sibiriens; 2. Nachträge zur fossilen Flora Grönlands; 3. Beiträge zur miocenen Flora von Nord-Canada; 4. Untersuchung über fossile Hölzer aus der arctischen Zone von Dr. Carl Schroeter. J. Wurster & Comp., Zürich 1880 (Archive)
  - Flora fossilis arctica. Die fossile Flora der Polarländer. Sechster Band. II. Abtheilung, enthaltend: Den ersten Theil der fossilen Flora Grönlands. Flora fossilis Grönlandica. Die fossile Flora Grönlands. Erster Theil, enthaltend: 1. Die Flora der Komeschichten; 2. Die Flora der Ataneschichten. J. Wurster & Comp., Zürich 1882 (e-rara)
  - Flora fossilis arctica. Die fossile Flora der Polarländer. Siebenter Band, enthaltend: Den zweiten Theil der fossilen Flora Grönlands. Flora fossilis Grönlandica. Die fossile Flora Grönlands. Zweiter Theil, enthaltend: 1. Die Flora der Patootschichten; 2. Die tertiäre Flora von Grönland; 3. Ueber die fossilen Insekten Grönlands; 4. Allgemeine Bemerkungen; 5. Ueber die Lagerungsverhältnisse der Kohlen und Versteinerungen führenden Bildungen auf der Westküste von Grönland, von K. J. V. Steenstrup; 6. Ueber die marinen Thierversteinerungen von Nord-Grönland, von P. de Loriol. J. Wurster & Comp., Zürich 1883 (e-rara)
- Flora fossilis Alaskana. Fossile Flora von Alaska. Stockholm 1869 (Archive)
- Fossile Flora der Bären Insel. Stockholm 1871 (Archive)
- Beiträge zur fossilen Flora Spitzbergens. Gegründet auf die Sammlungen der schwedischen Expedition vom Jahre 1872 auf 1873. Stockholm 1876 (Archive)
- Flora fossilis Helvetiae. Die vorweltliche Flora der Schweiz.  J. Wurster & Comp., Zürich 1877 (e-rara)
- Beiträge zur miocenen Flora von Sachalin. Stockholm 1878 (Archive)
- Beiträge zur Fossilen Flora von Sumatra. In: Denkschriften der schweizerischen Gesellschaft für die gesammten Naturwissenschaften, Band XXVIII, Abth. I, 1879
  - Beiträge zur Fossilen Flora von Sumatra. H. Georg, Basel, Genf und Lyon 1881 (Archive)